# Gabonia gabrieletta
Gabonia gabrieletta es una especie de insecto coleóptero de la familia Chrysomelidae. Fue descrita científicamente en 1997 por Scherer & Boppre.